# Латвийский полк бронепоездов
Латвийский полк бронепоездов (латыш. Bruņoto Vilcienu Pulks) — формирование (полк) броневых поездов Латвийской армии, штаб которой находился в Риге.

## Состав
Состав полка и главные бои:
- Бронепоезд № 1

Строился с 3 января по 21 мая 1919 в Шкиротавских ж/д мастерских (Рига) для Латвийской Красной армии, однако в результате акта саботажа большевики, отступая из Риги, не смогли увести бронепоезд с собой, и он попал в руки немецкого ландвера. Введён в строй 22 мая 1919. Командир штабс-капитан Янис Лавениекс.
- - Состав: — один частично бронированный паровоз (с марта 1920 года добавлен ещё один) — 4 двухосных броневагона — 9 двухосных товарных вагонов — два двухосных пассажирских вагона — вагон-кухня — две двухосные платформы.
  - Вооружение: 77-мм полевое и 88-мм морское орудия, 37-мм митральеза, 10 пулемётов (с марта 1920 года добавлено ещё 6), две 76,2-мм зенитные пушки (с марта 1920 года).
  - Бои: бронепоезд в составе немецкой «Железной дивизии» участвовал в боях под Цесисом, 11 июня подчинён белогвардейскому корпусу полковника Вирголича. 22 июля 1919 года поезд захватила латышские вооруженные силы, поезд вошёл в состав латышской армии, получил название «Бронепоезд № 1», после чего был направлен в Латгалию. Осенью того же года участвовал в боях против бермонтовцев. В декабре — на Латгальском фронте. По окончании войны в августе 1920 года передислоцирован в Ригу (командир старший лейтенант Гайлитис).

- Бронепоезд № 2 «Истребитель коммунистов» («Komunistu iznicinātājs»)

Бронепоезд 1-го Валмиерского полка, сформирован в июне 1919 года в Крустпилсе на базе брошенных вагонов-морозильников. Работами руководил командир 8-й роты Валмиерского полка ст. лейтенант Ронис, который и стал первым командиром бронепоезда.
- - Состав: — бронепаровоз, — 4 двухосных броневагона (с августа 1920 года ещё один броневагон с орудием во вращающейся башне).
  - Вооружение: 114,3-мм полевая гаубица системы «Виккерс», затем 105-мм гаубица, 9 пулемётов.
  - Бои: принимал участие в войне с бермонтовцами осенью 1919 года, а также с Красной Армией под Ригой и в Латгалии. 16 июня 1919 года в 2-х км от станции Трепе произошел бой бронепоезда с бепо Красной Армии с наименованием «Истребитель Буржуазии», который, получив повреждения, отступил. В связи с этим 16 июня стало днём полка бронепоездов. 4 января 1920 года в Латгалии участвовал в бою с бронепоездом № 87 «3-й Интернационал». По окончании войны в августе 1920 года передислоцирован в Ригу, однако затем в ноябре того же года на короткое время был переведён в Лиепаю для усиления гарнизона.

- Бронепоезд № 3

Сформирован в октябре 1919 года в железнодорожных мастерских депо станции Зиланы. Работами руководил и первым командиром поезда стал капитан А. Паулоцкис.
- - Состав: — 1 частично бронированный паровоз — 3 броневагона
  - Вооружение: 77-мм орудие и 105-мм гаубица, 6 (по другим данным 7) пулемётов.
  - Бои: первый бой принял под Олайне 12 ноября 1919 года. 17 ноября передислоцирован под Крустпилс, где 10 января 1920 года состоялся бой с двумя бронепоездами Красной Армии («Ленин» и «Смерть или победа»), один из которых был сильно повреждён. 13 января передислоцирован в Латгалию для взаимодействия с польской армией. 20 — 21 января участвовал в освобождении Резекне, высадив десант ландсвера (50 человек) у деревни Балбишай. 27 апреля 1920 года в бою с большевиками у станции Ритупе погиб командир поезда Ритерс, его временно сменил ст. лейтенант К. Либертс, а в октябре ст. лейтенант Е. Ванагс. По окончании войны в августе 1920 года передислоцирован в Ригу, однако затем в ноябре того же года переведён в Даугавпилс для усиления гарнизона. После расформирования полка бронепоездов 3 февраля 1940 дальнейшая судьба неизвестна.

- Бронепоезд № 4

Захвачен в качестве трофея 12-й ротой 7-го Сигулдского пехотного полка у бермонтовцев в ноябре 1919 года сошедшим с рельсов на линии Елгава — Тукумс. Отремонтирован в железнодорожных мастерских депо Елгавы под руководством лейтенанта Гринберга. Командир ст. лейтенант А. Крауклис (с 4 марта 1920 года ст. лейтенант К. Либертс).
- - Состав: — 1 частично бронированный паровоз — 4 броневагона (в декабре 1919 года получены ещё 2 броневагона бронепоезда № 5)
  - Вооружение: два 77-мм орудия, две 50-мм пушки, 6 пулемётов.

С 14 декабря 1919 года находился в Елгаве в резерве армии. В январе 1920 отправлен в Латгалию для борьбы с большевиками. По окончании войны в августе 1920 года передислоцирован в Ригу. После расформирования полка бронепоездов 3 февраля 1940 дальнейшая судьба неизвестна. 
- Бронепоезд № 5 «Kalpaks»

Сформирован 28 октября 1919 года в железнодорожных мастерских депо станции Лиепая под руководством инженера Спрога. Командир ст. лейтенант А. Клестровс.
- - Состав: — 1 частично бронированный паровоз — 2 броневагона — 1 платформа.
  - Вооружение: 12-дюймовое (305-мм) морское орудие, 2 пулемёта.
  - Бои: сразу же после формирования в ноябре 1919 года принял участие в боях против бермонтовцев под Лиепаей, затем охранял мосты через р. Вента. В декабре 1919 года расформирован, матчасть передана бронепоезду № 4. Бронепоезд «Pikols» Узкоколейный бронепоезд, действовал в районе Лиепаи.

К лету 1940 года латышская армия имела всего два бронепоезда (NQ 1 и NQ 2). После того, как Латвия вошла в состав Союза ССР, оба бронепоезда включили в состав 10-го отдельного железнодорожного артиллерийского дивизиона Балтийского флота.